# Steglitz-Zehlendorf
Steglitz-Zehlendorf es el sexto distrito de la ciudad de Berlín, ubicado en la parte suroeste de esta. El distrito fue formado durante la Reforma administrativa de Berlìn de 2001 al unirse los antiguos distritos de Steglitz y Zehlendorf.

## Subdivisión

Mapa de Steglitz-Zehlendorf con sus subdivisiones

El distrito se divide en siete localidades:
- Steglitz
- Lichterfelde
- Lankwitz
- Zehlendorf
- Dahlem
- Nikolassee
- Wannsee

## Administración

Distribución por partido político de los participantes del parlamento del distrito en 2016

Tras las elecciones del parlamento del distrito de 2016, el parlamento está conformado de la siguiente forma:
- CDU, 17 miembros
- SPD, 13 miembros
- Grüne, 11 miembros
- AfD, 6 miembros
- FDP, 5 miembros
- Die Linke, 3 miembros

## Hermanamientos
Steglitz-Zehlendorf está hermanado con los siguientes:
- Bad Godesberg, Alemania, desde 1962
- Hann. Münden, Alemania, desde 1962
- Bremerhaven, Alemania, desde 1965
- Landkreis Göttingen, Alemania, desde 1962
- Kiryat Bialik, Israel, desde 1966
- Brøndby, Dinamarca, desde 1968
- Nentershausen, Alemania, desde 1966
- Hagen, Alemania, desde 1967
- Cassino, Italia, desde 1969
- XII Distrito de París, Francia, desde 1970
- Landkreis Lüchow-Dannenberg, Alemania, desde 1979
- Sderot, Israel, desde 1975
- Kazimierz Dolny, Polonia, desde 1993
- Westerwaldkreis, Alemania, desde 1970
- Szilvásvárad, Hungría, desde 1989